# Universal Soldier (1992)
Universal Soldier is een Amerikaanse sciencefiction- en actiefilm uit 1992 onder regie van Roland Emmerich. De televisiefilm Universal Soldier II: Brothers in Arms vormde in 1998 de eerste van een serie vervolgen. Het personage van hoofdrolspeler Jean-Claude Van Damme werd daarin in eerste instantie overgenomen door Matt Battaglia, maar in latere delen keerde Van Damme zelf terug.

## Verhaal
In Vietnam gedode soldaten worden bevroren en naar een geheim onderzoekscentrum in Amerika gevlogen. In dit door kolonel Perry geleide laboratorium worden ze omgebouwd tot supersoldaten; UniSols (Universal Soldiers). Luc Deveraux (Jean-Claude Van Damme) en Andrew Scott (Dolph Lundgren) zijn twee van die UniSols. Ze hebben elkaar neergeschoten in Vietnam, toen Deveraux probeerde Scott ervan te weerhouden een bloedbad in een dorpje aan te richten. Hoewel ze nog niet dood waren, werden zij toch omgebouwd tot UniSols.
Nu werken ze samen in het UniSol-team dat wordt ingezet bij een terroristische dreiging, maar tijdens de missie herinneren zij zich flitsen van hun vroegere leven. De steeds meer zichzelf wordende Deveraux ontsnapt en krijgt de politie, kolonel Perry en zijn voormalige collega's onder leiding van Scott, achter zich aan.

## Rolbezetting
| Acteur                | Personage           |
| --------------------- | ------------------- |
| Jean-Claude Van Damme | GR44 (Luc Deveraux) |
| Dolph Lundgren        | GR13 (Andrew Scott) |
| Ally Walker           | Veronica Roberts    |
| Ed O'Ross             | Kolonel Perry       |
| Leon Rippy            | Woodward            |
| Tico Wells            | Garth               |
| Ralf Möller           | GR76                |
| Robert Trebor         | Moteleigenaar       |
| Drew Snyder           | Charles             |
| Tommy 'Tiny' Lister   | GR55                |
| Simon Rhee            | GR61                |
| Eric Norris           | GR86                |
| Joseph Malone         | Huey Taylor         |
| Rance Howard          | Lucs vader          |
| Lilyan Chauvin        | Lucs moeder         |
| Joanne Baron          | Brenda              |
| Jack Moore            | Witzy               |
| John Storey           | Clark               |
| Bradford Bancroft     | Powell              |
| Thomas Rosales jr.    | Wagner              |
| Allan Graf            | Hank                |

## Volgorde & Vervolgen
- Universal Soldier (1992, televisiefilm - Van Damme als Deveraux)
- Universal Soldier II: Brothers in Arms (1998, televisiefilm - Battaglia als Deveraux)
- Universal Soldier III: Unfinished Business (1998, televisiefilm - Battaglia als Deveraux)
- Universal Soldier: The Return (1999 - televisiefilm - Van Damme als Deveraux)
- Universal Soldier: Regeneration (2009 - televisiefilm - Van Damme als Deveraux)
- Universal Soldier: Day of Reckoning (2012 - televisiefilm - Van Damme als Deveraux)